# Fédération slovaque de rugby à XV
La Fédération slovaque de rugby à XV (officiellement en slovaque : Slovenská Rugbyová Únia) est l'instance qui régit l'organisation du rugby à XV en Slovaquie.

## Historique
Une fois la dissolution de la Tchécoslovaquie actée en 1992, la Fédération tchécoslovaque de rugby réduit son périmètre territorial d'action à la République tchèque ; la Slovaquie se retrouve alors dépourvue de fédération de rugby.
Après la création du premier club slovaque en septembre 2003, la Slovenská rugbyová únia est fondée le 23 janvier 2004,
Dès sa première année d'existence, elle devient membre de la FIRA-AER, organisme européen du rugby,.
Lors de sa session du 4 décembre 2010, le Comité olympique slovaque reconnaît la fédération slovaque de rugby, dans l'optique du retour du rugby aux Jeux olympiques six ans plus tard.
Depuis mai 2016, elle acquiert le statut de membre associé au sein de World Rugby, organisme international du rugby,.

## Identité visuelle

Évolution du logo
Ancien logo.
Logo actuel.